# تور دي أفينير 2012
تور دي أفينير 2012 (بالفرنسية: Tour de l'Avenir 2012)‏ هو سباق دراجات هوائية، وهو الموسم رقم 49 من السباق، وأقيم خلال الفترة 26 أغسطس 2012، وحتى 1 سبتمبر 2012، وامتدّ لمسافة 756.6 كيلومتر، وهو أحد سباقات طواف أوروبا للدراجات 2012، وهو من نوع سباق المرحلة، وهو من نوع سباق الدراجات، وهو من نوع موسم، وقد شارك في السباق 126 متسابقاً ووصل إلى نهايته 104 متسابقاً.
فاز فيه بالمركز الأول وارن بارجويل، وبالمركز الثاني Juan Ernesto Chamorro ‏، وبالمركز الثالث ماتيا كاتانيو، والفريق الفائز في ترتيب الفرق منتخب روسيا لسباق الدراجات على الطريق للرجال تحت 23 سنة 2012.

## الفرق
| فرق وطنية (20)- منتخب النمسا لسباق الدراجات على الطريق للرجال تحت 23 سنة 2012 ‏ - منتخب بلجيكا لسباق الدراجات على الطريق للرجال تحت 23 سنة 2012 ‏ - منتخب كولومبيا لسباق الدراجات على الطريق للرجال تحت 23 سنة 2012‏ - منتخب الدنمارك لسباق الدراجات على الطريق للرجال تحت 23 سنة 2012 ‏ - منتخب إرتريا الوطني لسباق الدراجات على الطريق للرجال تحت 23 سنة 2012‏ - منتخب ألمانيا لسباق الدراجات على الطريق للرجال تحت 23 سنة 2012 ‏ - منتخب المملكة المتحدة لسباق الدراجات على الطريق للرجال تحت 23 سنة 2012 ‏ - منتخب إيطاليا لسباق الدراجات على الطريق للرجال تحت 23 سنة 2012 ‏ - منتخب كازاخستان الوطني لسباق الدراجات على الطريق للرجال تحت 23 سنة 2012‏ - منتخب لاتفيا لسباق الدراجات على الطريق للرجال تحت 23 سنة 2012‏ - منتخب لوكسمبورغ الوطني لسباق الدراجات على الطريق للرجال تحت 23 سنة 2012‏ - منتخب هولندا لسباق الدراجات على الطريق للرجال تحت 23 سنة 2012 ‏ - النرويج تحت 23 سنة - منتخب روسيا لسباق الدراجات على الطريق للرجال تحت 23 سنة 2012 ‏ - منتخب سلوفينيا الوطني لسباق الدراجات على الطريق للرجال تحت 23 سنة 2012 ‏ - منتخب إسبانيا لسباق الدراجات على الطريق للرجال تحت 23 سنة 2012 ‏ - منتخب السويد الوطني لسباق الدراجات على الطريق للرجال تحت 23 سنة 2012‏ - منتخب سويسرا لسباق الدراجات على الطريق للرجال تحت 23 سنة 2012 ‏ - منتخب الولايات المتحدة لسباق الدراجات على الطريق للرجال تحت 23 سنة 2012 ‏ - منتخب أستراليا لسباق الدراجات على الطريق للرجال تحت 23 سنة 2012 ‏ Unknown team category- Mixed men's U23 UCI‏ |  |
| |  |

## المراحل
| المرحلة   | التاريخ  | الدورة                                       | type                  | المسافة (كم) | الفائز بالمرحلة     | القائد العام |
| --------- | -------- | -------------------------------------------- | --------------------- | ------------ | ------------------- | ------------ |
| المقدمة   | 26 أغسطس | دولي (فرنسا) – دولي (فرنسا)                  | مرحلة سباق الزمن فردي | 4            | جاي مكارثي          | جاي مكارثي   |
| المرحلة 1 | 27 أغسطس | دولي (فرنسا) – بيليفيل                       | مرحلة مستوية          | 178٫5        | سيلفان ديلير        | سيلفان ديلير |
| المرحلة 2 | 28 أغسطس | Parc des Oiseaux ‏ – شاتيون-سير-شالارون، أين  | مرحلة مستوية          | 140          | مورينو هوفلاند      | سيلفان ديلير |
| المرحلة 3 | 29 أغسطس | بون دان – أنيماس                             | مرحلة متوسطة          | 152          | لوكاس بوستلبيرغر    | سيلفان ديلير |
| المرحلة 4 | 30 أغسطس | سيسسيل، أين – فالوير                         | مرحلة جبلية           | 155          | وارن بارجويل        | وارن بارجويل |
| المرحلة 5 | 31 أغسطس | Rognaix ‏ – Les Saisies ‏                      | مرحلة تسلق الجبل زمني | 44٫1         | أليكسي لوتزينكو     | وارن بارجويل |
| المرحلة 6 | 1 سبتمبر | Beaufort, Haute-Garonne ‏ – Le Grand-Bornand ‏ | مرحلة جبلية           | 83           | Sergey Pomoshnikov ‏ | وارن بارجويل |

## التصنيف العام النهائي
| \| التصنيف العام \| التصنيف العام \| التصنيف العام \| التصنيف العام \| التصنيف العام \| \| العداء \| العداء \| الفريق \| الوقت \| \| \| ------------- \| ---------------------------------- \| ----------------------------------------------------------------------------------- \| -------------- \| ------------- \| \| 1 \| وارن بارجويل \| منتخب فرنسا لركوب الدراجات للرجال تحت 23 سنة 2012 [لغات أخرى]‏ \| 18 س 36 د 07 ث \| \| \| 2 \| Juan Ernesto Chamorro [الإنجليزية]‏ \| منتخب كولومبيا لسباق الدراجات على الطريق للرجال تحت 23 سنة 2012‏ \| + 1 ث \| \| \| 3 \| ماتيا كاتانيو \| منتخب إيطاليا لسباق الدراجات على الطريق للرجال تحت 23 سنة 2012 [لغات أخرى]‏ \| + 9 ث \| \| \| 4 \| سيرجي تشيرنيتسكي \| منتخب روسيا لسباق الدراجات على الطريق للرجال تحت 23 سنة 2012 [لغات أخرى]‏ \| + 15 ث \| \| \| 5 \| إيان بوزويل \| منتخب الولايات المتحدة لسباق الدراجات على الطريق للرجال تحت 23 سنة 2012 [لغات أخرى]‏ \| + 19 ث \| \| \| 6 \| Sergey Pomoshnikov [الإنجليزية]‏ \| منتخب روسيا لسباق الدراجات على الطريق للرجال تحت 23 سنة 2012 [لغات أخرى]‏ \| + 26 ث \| \| \| 7 \| Gennady Tatarinov [الإنجليزية]‏ \| منتخب روسيا لسباق الدراجات على الطريق للرجال تحت 23 سنة 2012 [لغات أخرى]‏ \| + 31 ث \| \| \| 8 \| دان أوليفييه \| منتخب هولندا لسباق الدراجات على الطريق للرجال تحت 23 سنة 2012 [لغات أخرى]‏ \| + 42 ث \| \| \| 9 \| باتريك كونراد \| منتخب النمسا لسباق الدراجات على الطريق للرجال تحت 23 سنة 2012 [لغات أخرى]‏ \| + 45 ث \| \| \| 10 \| تيم فيلانز \| منتخب بلجيكا لسباق الدراجات على الطريق للرجال تحت 23 سنة 2012 [لغات أخرى]‏ \| + 49 ث \| \| |                        |                                                                          |                |  |
| |                        |                                                                          |                |  |
| مصدر: ProCyclingStats |                        |                                                                          |                |  |
| التصنيف العام |                        |                                                                          |                |  |
| العداء | العداء                 | الفريق                                                                   | الوقت          |  |
| 1 | وارن بارجويل           | منتخب فرنسا لركوب الدراجات للرجال تحت 23 سنة 2012 ‏                       | 18 س 36 د 07 ث |  |
| 2 | Juan Ernesto Chamorro ‏ | منتخب كولومبيا لسباق الدراجات على الطريق للرجال تحت 23 سنة 2012‏          | + 1 ث          |  |
| 3 | ماتيا كاتانيو          | منتخب إيطاليا لسباق الدراجات على الطريق للرجال تحت 23 سنة 2012 ‏          | + 9 ث          |  |
| 4 | سيرجي تشيرنيتسكي       | منتخب روسيا لسباق الدراجات على الطريق للرجال تحت 23 سنة 2012 ‏            | + 15 ث         |  |
| 5 | إيان بوزويل            | منتخب الولايات المتحدة لسباق الدراجات على الطريق للرجال تحت 23 سنة 2012 ‏ | + 19 ث         |  |
| 6 | Sergey Pomoshnikov ‏    | منتخب روسيا لسباق الدراجات على الطريق للرجال تحت 23 سنة 2012 ‏            | + 26 ث         |  |
| 7 | Gennady Tatarinov ‏     | منتخب روسيا لسباق الدراجات على الطريق للرجال تحت 23 سنة 2012 ‏            | + 31 ث         |  |
| 8 | دان أوليفييه           | منتخب هولندا لسباق الدراجات على الطريق للرجال تحت 23 سنة 2012 ‏           | + 42 ث         |  |
| 9 | باتريك كونراد          | منتخب النمسا لسباق الدراجات على الطريق للرجال تحت 23 سنة 2012 ‏           | + 45 ث         |  |
| 10 | تيم فيلانز             | منتخب بلجيكا لسباق الدراجات على الطريق للرجال تحت 23 سنة 2012 ‏           | + 49 ث         |  |

### تصنيف النقاط
| \| تصنيف النقاط \| تصنيف النقاط \| تصنيف النقاط \| تصنيف النقاط \| تصنيف النقاط \| \| العداء \| العداء \| الفريق \| النقاط \| \| \| ------------ \| ---------------------------------- \| ----------------------------------------------------------------------------------- \| ------------ \| ------------ \| \| 1 \| وارن بارجويل \| منتخب فرنسا لركوب الدراجات للرجال تحت 23 سنة 2012 [لغات أخرى]‏ \| 78 نقطة \| \| \| 2 \| أليكسي لوتزينكو \| منتخب كازاخستان الوطني لسباق الدراجات على الطريق للرجال تحت 23 سنة 2012‏ \| 76 نقطة \| \| \| 3 \| Juan Ernesto Chamorro [الإنجليزية]‏ \| منتخب كولومبيا لسباق الدراجات على الطريق للرجال تحت 23 سنة 2012‏ \| 61 نقطة \| \| \| 4 \| Sergey Pomoshnikov [الإنجليزية]‏ \| منتخب روسيا لسباق الدراجات على الطريق للرجال تحت 23 سنة 2012 [لغات أخرى]‏ \| 60 نقطة \| \| \| 5 \| داني فان بوبيل \| منتخب هولندا لسباق الدراجات على الطريق للرجال تحت 23 سنة 2012 [لغات أخرى]‏ \| 58 نقطة \| \| \| 6 \| ماتيا كاتانيو \| منتخب إيطاليا لسباق الدراجات على الطريق للرجال تحت 23 سنة 2012 [لغات أخرى]‏ \| 55 نقطة \| \| \| 7 \| إيان بوزويل \| منتخب الولايات المتحدة لسباق الدراجات على الطريق للرجال تحت 23 سنة 2012 [لغات أخرى]‏ \| 54 نقطة \| \| \| 8 \| سيرجي تشيرنيتسكي \| منتخب روسيا لسباق الدراجات على الطريق للرجال تحت 23 سنة 2012 [لغات أخرى]‏ \| 51 نقطة \| \| \| 9 \| دافيد فييلا \| منتخب إيطاليا لسباق الدراجات على الطريق للرجال تحت 23 سنة 2012 [لغات أخرى]‏ \| 47 نقطة \| \| \| 10 \| باتريك كونراد \| منتخب النمسا لسباق الدراجات على الطريق للرجال تحت 23 سنة 2012 [لغات أخرى]‏ \| 46 نقطة \| \| |                        |                                                                          |         |  |
| |                        |                                                                          |         |  |
| مصدر: ProCyclingStats |                        |                                                                          |         |  |
| تصنيف النقاط |                        |                                                                          |         |  |
| العداء | العداء                 | الفريق                                                                   | النقاط  |  |
| 1 | وارن بارجويل           | منتخب فرنسا لركوب الدراجات للرجال تحت 23 سنة 2012 ‏                       | 78 نقطة |  |
| 2 | أليكسي لوتزينكو        | منتخب كازاخستان الوطني لسباق الدراجات على الطريق للرجال تحت 23 سنة 2012‏  | 76 نقطة |  |
| 3 | Juan Ernesto Chamorro ‏ | منتخب كولومبيا لسباق الدراجات على الطريق للرجال تحت 23 سنة 2012‏          | 61 نقطة |  |
| 4 | Sergey Pomoshnikov ‏    | منتخب روسيا لسباق الدراجات على الطريق للرجال تحت 23 سنة 2012 ‏            | 60 نقطة |  |
| 5 | داني فان بوبيل         | منتخب هولندا لسباق الدراجات على الطريق للرجال تحت 23 سنة 2012 ‏           | 58 نقطة |  |
| 6 | ماتيا كاتانيو          | منتخب إيطاليا لسباق الدراجات على الطريق للرجال تحت 23 سنة 2012 ‏          | 55 نقطة |  |
| 7 | إيان بوزويل            | منتخب الولايات المتحدة لسباق الدراجات على الطريق للرجال تحت 23 سنة 2012 ‏ | 54 نقطة |  |
| 8 | سيرجي تشيرنيتسكي       | منتخب روسيا لسباق الدراجات على الطريق للرجال تحت 23 سنة 2012 ‏            | 51 نقطة |  |
| 9 | دافيد فييلا            | منتخب إيطاليا لسباق الدراجات على الطريق للرجال تحت 23 سنة 2012 ‏          | 47 نقطة |  |
| 10 | باتريك كونراد          | منتخب النمسا لسباق الدراجات على الطريق للرجال تحت 23 سنة 2012 ‏           | 46 نقطة |  |

### الفرق حسب الوقت
خطأ لوا في وحدة:Cycling_race على السطر 5482: attempt to concatenate local 'tableNewline' (a nil value).

### تصنيف الجبال
| \| تصنيف الجبال \| تصنيف الجبال \| تصنيف الجبال \| تصنيف الجبال \| تصنيف الجبال \| \| العداء \| العداء \| الفريق \| النقاط \| \| \| ------------ \| ---------------------------------- \| ----------------------------------------------------------------------------------- \| ------------ \| ------------ \| \| 1 \| وارن بارجويل \| منتخب فرنسا لركوب الدراجات للرجال تحت 23 سنة 2012 [لغات أخرى]‏ \| 59 نقطة \| \| \| 2 \| Juan Ernesto Chamorro [الإنجليزية]‏ \| منتخب كولومبيا لسباق الدراجات على الطريق للرجال تحت 23 سنة 2012‏ \| 42 نقطة \| \| \| 3 \| Sergey Pomoshnikov [الإنجليزية]‏ \| منتخب روسيا لسباق الدراجات على الطريق للرجال تحت 23 سنة 2012 [لغات أخرى]‏ \| 26 نقطة \| \| \| 4 \| أليكسي لوتزينكو \| منتخب كازاخستان الوطني لسباق الدراجات على الطريق للرجال تحت 23 سنة 2012‏ \| 24 نقطة \| \| \| 5 \| دان أوليفييه \| منتخب هولندا لسباق الدراجات على الطريق للرجال تحت 23 سنة 2012 [لغات أخرى]‏ \| 24 نقطة \| \| \| 6 \| ماتيا كاتانيو \| منتخب إيطاليا لسباق الدراجات على الطريق للرجال تحت 23 سنة 2012 [لغات أخرى]‏ \| 20 نقطة \| \| \| 7 \| سيرجي تشيرنيتسكي \| منتخب روسيا لسباق الدراجات على الطريق للرجال تحت 23 سنة 2012 [لغات أخرى]‏ \| 20 نقطة \| \| \| 8 \| إيان بوزويل \| منتخب الولايات المتحدة لسباق الدراجات على الطريق للرجال تحت 23 سنة 2012 [لغات أخرى]‏ \| 20 نقطة \| \| \| 9 \| تيم فيلانز \| منتخب بلجيكا لسباق الدراجات على الطريق للرجال تحت 23 سنة 2012 [لغات أخرى]‏ \| 19 نقطة \| \| \| 10 \| Théo Vimpère [الإنجليزية]‏ \| منتخب فرنسا لركوب الدراجات للرجال تحت 23 سنة 2012 [لغات أخرى]‏ \| 17 نقطة \| \| |                        |                                                                          |         |  |
| |                        |                                                                          |         |  |
| مصدر: ProCyclingStats |                        |                                                                          |         |  |
| تصنيف الجبال |                        |                                                                          |         |  |
| العداء | العداء                 | الفريق                                                                   | النقاط  |  |
| 1 | وارن بارجويل           | منتخب فرنسا لركوب الدراجات للرجال تحت 23 سنة 2012 ‏                       | 59 نقطة |  |
| 2 | Juan Ernesto Chamorro ‏ | منتخب كولومبيا لسباق الدراجات على الطريق للرجال تحت 23 سنة 2012‏          | 42 نقطة |  |
| 3 | Sergey Pomoshnikov ‏    | منتخب روسيا لسباق الدراجات على الطريق للرجال تحت 23 سنة 2012 ‏            | 26 نقطة |  |
| 4 | أليكسي لوتزينكو        | منتخب كازاخستان الوطني لسباق الدراجات على الطريق للرجال تحت 23 سنة 2012‏  | 24 نقطة |  |
| 5 | دان أوليفييه           | منتخب هولندا لسباق الدراجات على الطريق للرجال تحت 23 سنة 2012 ‏           | 24 نقطة |  |
| 6 | ماتيا كاتانيو          | منتخب إيطاليا لسباق الدراجات على الطريق للرجال تحت 23 سنة 2012 ‏          | 20 نقطة |  |
| 7 | سيرجي تشيرنيتسكي       | منتخب روسيا لسباق الدراجات على الطريق للرجال تحت 23 سنة 2012 ‏            | 20 نقطة |  |
| 8 | إيان بوزويل            | منتخب الولايات المتحدة لسباق الدراجات على الطريق للرجال تحت 23 سنة 2012 ‏ | 20 نقطة |  |
| 9 | تيم فيلانز             | منتخب بلجيكا لسباق الدراجات على الطريق للرجال تحت 23 سنة 2012 ‏           | 19 نقطة |  |
| 10 | Théo Vimpère ‏          | منتخب فرنسا لركوب الدراجات للرجال تحت 23 سنة 2012 ‏                       | 17 نقطة |  |

## وصلات خارجية
- لمحة عن سباق تور دي أفينير 2012 على موقع  ProCyclingStats   (برو  سايكلنج  ستاتس) - إحصاءات  محترفي  الدراجات.
- تور دي أفينير 2012 على موقع إحصائيات الدراجات الإحترافية (الإنجليزية)